# Jean-Yves Berteloot

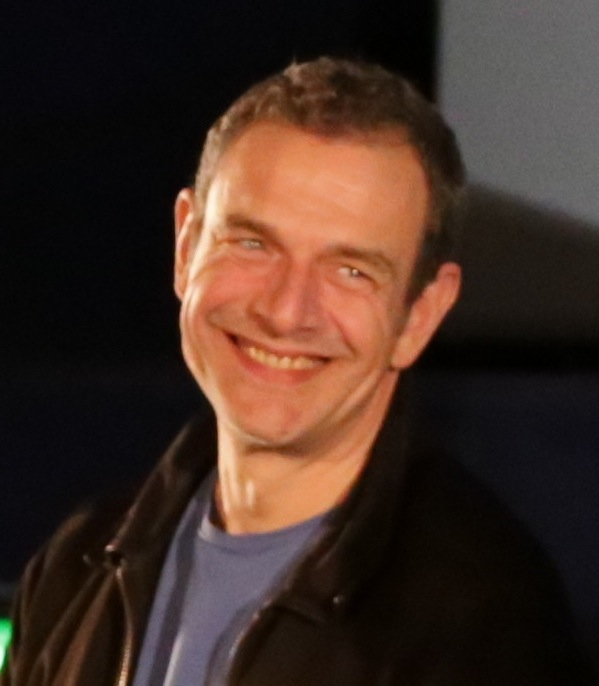
Jean-Yves Berteloot

Jean-Yves Berteloot (* 27. August 1957 in Saint-Omer, Département Pas-de-Calais, Frankreich) ist ein französischer Schauspieler.

## Leben
Seine Schauspielausbildung absolvierte Berteloot von 1979 bis 1981 am Conservatoire d’Art Dramatique de Lille. Nach Nebenrollen in Claude Chabrols Das Blut der Anderen (1984), Philippe Labros Die Enthüllung (1984), Manoel de Oliveiras Der seidene Schuh (1985) und Gérard Ourys Wer hat dem Rabbi den Koks geklaut (1985) wird er durch Bertrand Bliers Spielfilm Abendanzug bekannt, in dem er einen Stricher spielt, der von Michel Creton auf den bisexuellen Gérard Depardieu angesetzt wird. Auf diesen kurzen, doch prägnanten Auftritt folgen Hauptrollen, so als Hugo neben Renée Soutendijk im niederländischen Film Rollentausch, in Alain Tanners Eine Flamme in meinem Herzen und in Caroline Hupperts Der Zug nach Wien. In Robert Enricos Fresko Die Französische Revolution (1989) spielt er im Segment Les Années lumière (Jahre der Hoffnung) neben Peter Ustinov, Claudia Cardinale und Michel Duchaussoy den Comte Axel de Fersen.
1990 wird Berteloot für die Rolle des Pierre Gravey in René Férets Champagner der Liebe (Baptême) für den César als bester Nachwuchsdarsteller nominiert. Féret besetzt ihn auch in Promenades d'été. Es folgen in den 90er Jahren Abenteuerfilme wie Mit Schwert und Leidenschaft und Gold vor Gibraltar, Dramen wie Alain Bonnots  Une soupe aux herbes sauvages mit Annie Girardot und Erroir médicale und Komödien wie Palazzo. 2003 spielte Berteloot in John Mackenzies Quicksand – Gefangen im Treibsand neben Michael Caine und Michael Keaton den Vincent Deschamps und neben Nathalie Baye in der Mini-Serie Der lange Weg in die Freiheit und im Film The Da Vinci Code – Sakrileg neben Tom Hanks und Audrey Tautou als Remy Jean.
Im deutschen Fernsehen war er 2007 in der Rolle des Kriegsgefangenen François Beauvais an der Seite von Maria Furtwängler in Kai Wessels Zweiteiler Die Flucht zu sehen.
Von Juni bis August 2007 drehte er für RTL im Fernsehfilm Das Papst-Attentat mit, in dem er einen Sicherheitsbeamten (Andrea Conti) des Vatikans spielt.

## Filmografie (Auswahl)
- 1984: Das Blut der Anderen (Le Sang des autres)
- 1991: Mit Schwert und Leidenschaft (De terre et de sang)
- 1999: Hornblower (Hornblower; Fernsehserie, 1 Folge)
- 2001: Kommissar Navarro (Navarro; Fernsehserie, 1 Folge)
- 2003: Quicksand – Gefangen im Treibsand (Quicksand)
- 2005: Das Geheimnis eines Kindes (Disparition)
- 2006: The Da Vinci Code – Sakrileg (The Da Vinci Code)
- 2006: Kommissar Moulin (Commissaire Moulin, Fernsehserie, 1 Folge)
- 2007: Die Flucht
- 2008: Das Papst-Attentat
- 2010: Hereafter – Das Leben danach
- 2011: Visus – Expedition Arche Noah
- 2012: Ein Sommer im Elsass
- 2012: Ein starkes Team: Eine Tote zuviel
- 2012: Flemming – Staatsbesuch
- 2013: Frühlingsgefühle
- 2013: Mantrailer – Spuren des Verbrechens
- 2013: Adieu Paris
- 2014: Super-Hypochonder (Supercondriaque)
- 2014: Spiel um alles (Terre battue)
- 2014: Mary Higgins Clark: Mysteriöse Verbrechen – Denn vergeben wird Dir nie (Collection Mary Higgins Clark, la reine du suspense; Fernsehserie, Folge: Toi que j'aimais tant)
- 2015: Kommissar Caïn (Caïn)
- 2015, 2023: Rosamunde Pilcher – Ein einziger Kuss, Liebe ist die beste Therapie
- 2015: Blauwasserleben
- 2015: Katie Fforde: Mein Wunschkind
- 2016, 2023: Alarm für Cobra 11 – Die Autobahnpolizei (Fernsehserie; Folgen: Cobra, übernehmen Sie!, Unversöhnlich)
- 2017: jerks.
- 2017: Wenn Frauen ausziehen (Fernsehfilm)
- 2018: Venus im vierten Haus
- 2018: Unterwerfung
- 2018: Ein Sommer in Vietnam
- 2018: Aenne Burda – Die Wirtschaftswunderfrau
- 2019: Die Diplomatin: Böses Spiel (TV-Krimi)
- 2019: Frau Holles Garten (Fernsehfilm)
- 2019: The Wolf’s Call – Entscheidung in der Tiefe (Le chant du loup)
- 2020: Inga Lindström – Feuer und Glas
- 2020: In Wahrheit: Jagdfieber (TV-Reihe)
- 2020: Bac Nord – Bollwerk gegen das Verbrechen (BAC Nord)
- 2021: Das Weiße Haus am Rhein
- 2023: Sterne zum Dessert (À la belle étoile)